# Montegrosso d'Asti
Montegrosso d'Asti là một đô thị ở tỉnh Asti vùng Piedmont thuộc Ý, nằm ở vị trí cách khoảng 50 km về phía đông nam của Torino và khoảng 8 km về phía đông nam của Asti. Tại thời điểm ngày 31 tháng 12 năm 2004, đô thị này có dân số 2.141 người và diện tích là 15,6 km².
Montegrosso d'Asti giáp các đô thị: Agliano Terme, Castelnuovo Calcea, Costigliole d'Asti, Isola d'Asti, Mombercelli, Montaldo Scarampi, Rocca d'Arazzo và Vigliano d'Asti.